# Hůrecký potok (přítok Miletínského potoka)
Hůrecký potok je největším přítokem Miletínského potoka.

## Průběh toku

### Od pramene k Levínu
Hůrecký potok pramení pod vsí Kolný, teče na jihovýchod menším rybníkem k lesíku, před nímž se do něho vlévá menší potok od západu. Protéká nevelkým lesem, na jehož jižní straně leží Velechvínský rybník. Nad rybníkem se nachází ostroh, kde byl středověku dvorec nižší šlechty nebo manů hradu Hluboká. Protéká Velechvínem, kde je na něm pod mostem rybníček. Za vsí se do Hůreckého potoka zleva vlévá potok od lesa Pod Vávrou, na kterém leží dva rybníky Koberka a Sokol. Pod Sokolem se k tomuto přítoku přibírá menší potůček napájející rybník Olší. Hůrecký potok dále dostává vodu z dalších dvou menších vodotečí a směřuje do velkého lesa mezi Hrutovem a Levínem. Zde se rozlévá do většího rybníka Dluhež se zajímavou betonovou výpustí. Před silnicí II/146 leží malý rybníček pod Levínem.

### Od Levína k ústí
Na východ od silnice II.třídy se rozprostírá velký rybník postavený v 90. letech. Do něj se vlévá potok přitékající z lesa Vlčí jáma. I on má přítok: Od jihu se k němu přidává potůček, který míjí pod vrchem Čánkov zaniklou osadu Přívořany, napájí malý rybníček a pod levínskou kovárnou návesní rybník.
Pod novým rybníkem se nachází bývalý Levínský mlýn. Pochází z počátku 17. století. Mlýn poháněla voda z rybníka Dačický (patrně předchůdce nedávné novostavby). Mlýn roku 1802 přestavěl Jan Šmíd. Rod Doubků proslul hlavně sourozenci Marií a Ladislavem. Marie Doubková se stala nejen první jihočeskou pilotkou, ale i držitelkou rychlostního rekordu. Její mladší bratr Ladislav Doubek byl chirurg působící od roku 1950 v Kanadě, byl přihlášen k zápisu do Guinnessovy knihy rekordů, protože provedl takřka 40 000 operací.
Od Levína teče potok přímo na východ. Pod samotou U Obrázků se do něj z levé strany vlévá velký potok od Lišova. Pramení pod vrchem Větrník, jeho tok vede částečně pod zemí. V údolí jménem Klení teče znovu po povrchu kolem místní střelnice. V Klení se nachází zbytky hráze dávného rybníka Stupník. Dalším přítok Hůreckého potoka je přítok z Hrutova z návesního rybníčku. V těchto místech se chystá stavba dvou retenčních nádrží Levín I. a II. Horní, menší, zasahuje i do potoka v Klení, spodní do přítoku od Hrutova. Důvodem jsou časté povodně na Hůreckém potoku.
Před Hůrkami se do potoka vlévá na levém břehu potůček před menším rybníkem na okraji vsi. Silnice II/148 potok překonává kamenným obloukovým mostem z 19. století. Další dva mosty v Hůrkách níže po proudu byly nedávno vyměněny za nové s větší propustností. Za vsí se přímo proti sobě z obou břehů připojují dva menší potoky. První teče od severu z malého rybníčku pod statkem, jižní protéká rybníkem uprostřed pole Na Novinách. To už si potok hloubí menší údolí, vtéká do lesa, napájí menší rybník na svém toku a vlévá se do Miletínského potoka.